# Мішн-В'єхо
Мішн-В'єхо (англ. Mission Viejo) — місто (англ. city) в США, у південній частині округу Орандж штату Каліфорнія. Є одним з найбільших так званих «планових міст», побудованих коли-небудь у Сполучених штатах. Площа міста становить 46,939 квадратних кілометра. 2011 року населення міста становило 93 483 особи.
Більшу частину міста займають житлові будинки, хоча в його межах є ряд офісних будівель та небагато підприємств. Мішн-В'єхо відоме своїми мальовничими деревами в околицях. 2007 року, згідно з даними ФБР, місто було найбезпечнішим в США. 2009 року воно було визнане найбезпечнішим містом Каліфорнії та третім з безпеки в країні.

## Історія
1960 року землі, на яких розташоване сучасне Мішн-В'єхо, були визнані непридатними для забудови, але до 1980 року містобудівник Дональд Брен завершив створення генерального плану міста, який, як він вважав, можна буде вибудувати на цій території. Перші будинки тут були побудовані трохи раніше, наприкінці 1970-х років.

## Географія
Мішн-В'єхо розташований за координатами 33°36′34″ пн. ш. 117°39′23″ зх. д. / 33.60944° пн. ш. 117.65639° зх. д. (33.609335, -117.656471).  За даними Бюро перепису населення США в 2010 році місто мало площу 46,94 км², з яких 45,94 км² — суходіл та 0,99 км² — водойми.

### Клімат
| Клімат : Мішн-В'єхо      | Клімат : Мішн-В'єхо | Клімат : Мішн-В'єхо | Клімат : Мішн-В'єхо | Клімат : Мішн-В'єхо | Клімат : Мішн-В'єхо | Клімат : Мішн-В'єхо | Клімат : Мішн-В'єхо | Клімат : Мішн-В'єхо | Клімат : Мішн-В'єхо | Клімат : Мішн-В'єхо | Клімат : Мішн-В'єхо | Клімат : Мішн-В'єхо | Клімат : Мішн-В'єхо |
| Показник                 | Січ.                | Лют.                | Бер.                | Квіт.               | Трав.               | Черв.               | Лип.                | Серп.               | Вер.                | Жовт.               | Лист.               | Груд.               | Рік                 |
| Середній максимум, °C    | 20,0                | 20,0                | 20,6                | 22,2                | 22,8                | 23,9                | 26,1                | 26,7                | 26,7                | 25,0                | 22,2                | 19,4                | 23,0                |
| Середній мінімум, °C     | 6,7                 | 7,2                 | 8,3                 | 10,0                | 12,2                | 14,4                | 16,1                | 15,6                | 15,0                | 12,2                | 8,9                 | 6,1                 | 11,1                |
| Норма опадів, мм         | 72                  | 87                  | 50                  | 22                  | 6                   | 3                   | 2                   | 1                   | 6                   | 17                  | 28                  | 60                  | 354                 |
| ------------------------ | ------------------- | ------------------- | ------------------- | ------------------- | ------------------- | ------------------- | ------------------- | ------------------- | ------------------- | ------------------- | ------------------- | ------------------- | ------------------- |
| Джерело: Weather Channel |                     |                     |                     |                     |                     |                     |                     |                     |                     |                     |                     |                     |                     |

## Демографія
Згідно з переписом 2010 року, у місті мешкало 93 305 осіб у 33 208 домогосподарствах у складі 25 065 родин. Густота населення становила 1988 осіб/км².  Було 34228 помешкань (729/км²).
Расовий склад населення:
| - 79,8 % — білих - 9,1 % — азіатів - 1,3 % — чорних або афроамериканців - 0,4 % — корінних американців - 0,2 % — вихідців з тихоокеанських островів - 4,6 % — осіб інших рас |

До двох чи більше рас належало 4,6 %. Частка іспаномовних становила 17,0 % від усіх жителів.
За віковим діапазоном населення розподілялося таким чином: 22,8 % — особи молодші 18 років, 62,7 % — особи у віці 18—64 років, 14,5 % — особи у віці 65 років та старші. Медіана віку мешканця становила 42,2 року. На 100 осіб жіночої статі у місті припадало 95,4 чоловіків;  на 100 жінок у віці від 18 років та старших — 92,2 чоловіків також старших 18 років.
Середній дохід на одне домашнє господарство  становив 117 077 доларів США (медіана — 100 366), а середній дохід на одну сім'ю — 129 500 доларів (медіана — 112 850). Медіана доходів становила 78 743 долари для чоловіків та 57 804 долари для жінок. За межею бідності перебувало 5,4 % осіб, у тому числі 5,9 % дітей у віці до 18 років та 4,8 % осіб у віці 65 років та старших.
Цивільне працевлаштоване населення становило 47 869 осіб. Основні галузі зайнятості: освіта, охорона здоров'я та соціальна допомога — 21,3 %, науковці, спеціалісти, менеджери — 15,6 %, роздрібна торгівля — 11,3 %, виробництво — 11,2 %.

## Відомі особистості
У місті помер:
- Джек Кавер (1920-2009) — американський фізик та інженер.